# Yelyzavetivka (Junta del pueblo de Yurievskaya)
Yelyzavetivka (Junta del pueblo de Yurievskaya)  (ucraniano: Єлизаветівка (Юр'ївська сільська рада)) es un pueblo del Raión de Bolhrad en el Óblast de Odesa de Ucrania. Según el censo de 2001, tiene una población de 340 habitantes.